# (200297) 2000 AC219
(200297) 2000 AC219 es un asteroide perteneciente al cinturón de asteroides descubierto el 8 de enero de 2000 por el equipo del Spacewatch desde el Observatorio Nacional de Kitt Peak, Arizona, Estados Unidos.

## Designación y nombre
Designado provisionalmente como 2000 AC219.

## Características orbitales
2000 AC219 está situado a una distancia media del Sol de 2,866 ua, pudiendo alejarse hasta 2,943 ua y acercarse hasta 2,788 ua. Su excentricidad es 0,027 y la inclinación orbital 3,231 grados. Emplea 1772,32 días en completar una órbita alrededor del Sol.

## Características físicas
La magnitud absoluta de 2000 AC219 es 15,8. 